# Lisa Bruni

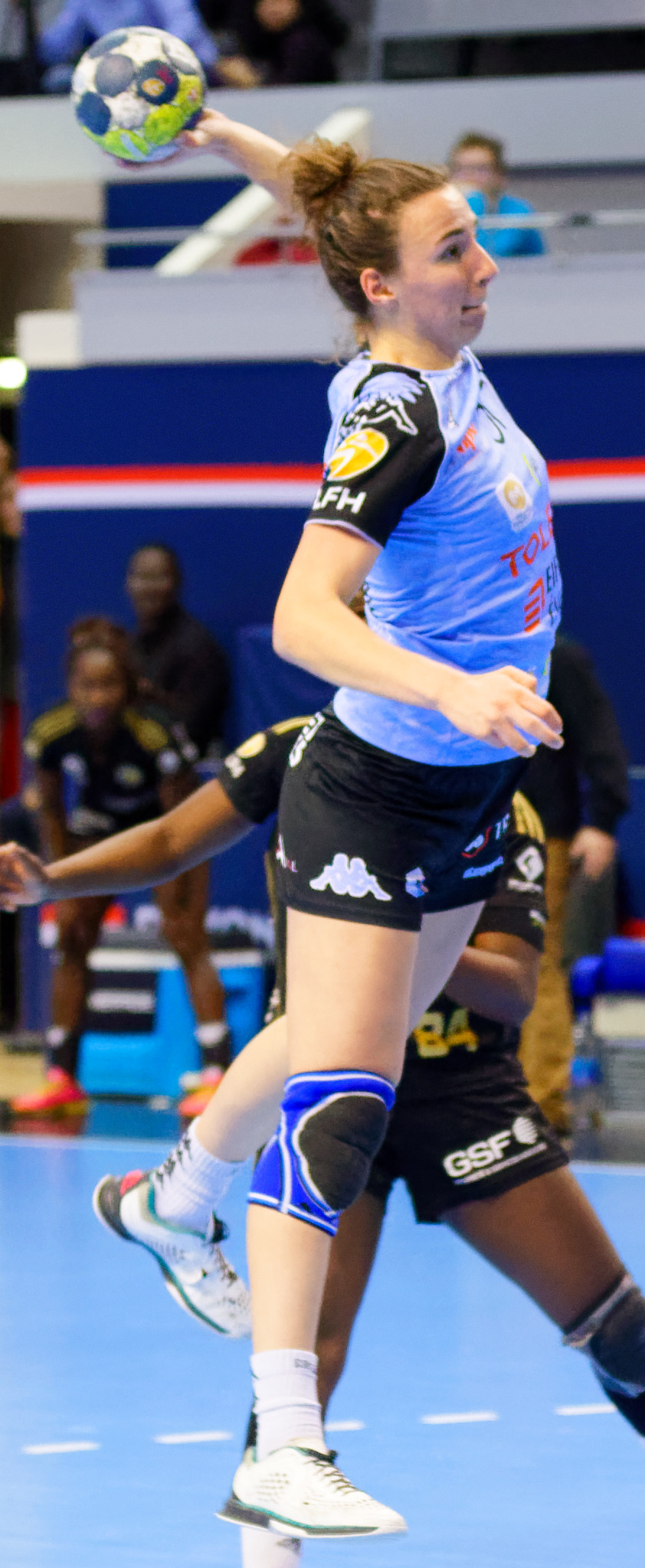
26 février 2017.

Lisa Bruni est une joueuse de handball française née le 25 mai 1998, évoluant au poste d'arrière droite au Chambray Touraine Handball.

## Biographie
Recrutée par le Chambray Touraine Handball à l'été 2016 pour préparer l'avenir, les blessures de Blandine Dancette et les absences de Koumba Cissé lui permettent de gagner un temps de jeu conséquent en première division dès la saison 2016-2017 où elle réalise de bonnes prestations. Le club termine la saison à la sixième place. A titre personnel, Lisa Bruni comptabilise 22 apparitions et 25 buts pour sa première saison dans l'élite. 
À l'été 2017, elle est retenue en équipe de France junior pour disputer le championnat d'Europe en Slovénie. L'équipe de France remporte la compétition en dominant la Russie en finale (31-26).

## Palmarès

### En club
compétitions nationales

### En sélection
autres
- championne d'Europe junior en 2017